# Desastre de Texas City

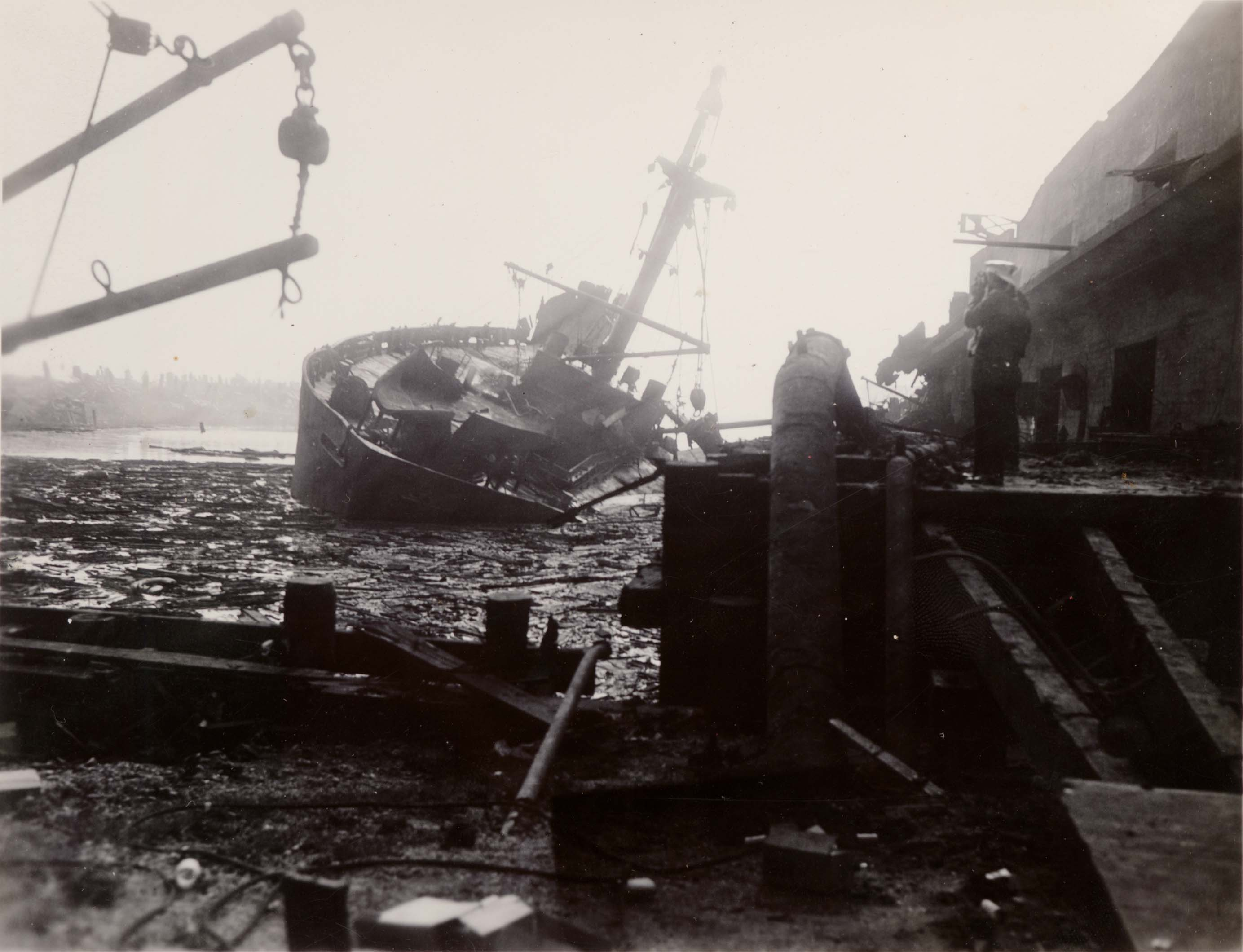
El SS Wilson B. Keene, destruido en la segunda explosión del desastre

El desastre de Texas City fue un accidente industrial ocurrido el 16 de abril de 1947 en el puerto de Texas City en la Bahía de Galveston. Fue el accidente industrial más mortífero en la historia de Estados Unidos y una de las explosiones no nucleares más grandes. Un incendio empezó a bordo el barco francés SS Grandcamp (atracado en el puerto) detonando su carga de aproximadamente 2100 toneladas de nitrato de amonio. Esto comenzó una reacción de cadena de incendios y explosiones en otros barcos y almacenes de aceites cercanas, finalmente matando al menos 581 personas, incluyendo un miembro del departamento de fuego de Ciudad de Texas.

## Carga
El nitrato de amonio, utilizado como fertilizante o explosivo, fabricado en Nebraska y Iowa y transportado a Texas City por ferrocarril antes de cargarlo en el Grandcamp. Fue fabricado en un proceso patentado, mezclado con arcilla, vaselina, colofonia y cera de parafina para evitar la acumulación de humedad. Se empaquetaba en sacos de papel, luego se transportaba y almacenaba a temperaturas más altas que aumentaban su actividad química. Los estibadores informaron que las bolsas estaban calientes al tacto antes de cargarlas. 

## Fuego
El 16 de abril de 1947, alrededor de las 8:00 a. m., se vio humo en la bodega de carga del Grandcamp mientras se encontraba amarrado. Durante una hora, los intentos de extinguir el fuego o mantenerlo bajo control fallaron.
Poco antes de las 9:00 a. m., el capitán ordenó sus hombres llenar de vapor la bodega, un método para extinguir incendios, y poder preservar la carga. Era poco probable que esto fuera efectivo ya que el nitrato de amonio es un oxidante, lo que neutraliza las propiedades extintoras del vapor. Pudiendo incluso haber contribuido al fuego al convertir el nitrato de amonio en óxido de nitrógeno, mientras aumentaba el calor ya intenso en la bodega del barco.
El fuego atrajo espectadores a lo largo de la costa, que creían que estaban a una distancia segura. Finalmente, la presión de vapor dentro del barco abrió las escotillas, y salió humo de col amarillo-anaranjado. Color típico del humo de dióxido de nitrógeno. El color inusual del humo atrajo más espectadores que notaron también que el agua alrededor del barco hervía del calor, y las salpicaduras de agua que tocaba casco era vaporizada. La bodega de carga y la cubierta comenzaron a hincharse a medida que aumentaba la presión de vapor en el interior.

## Explosión

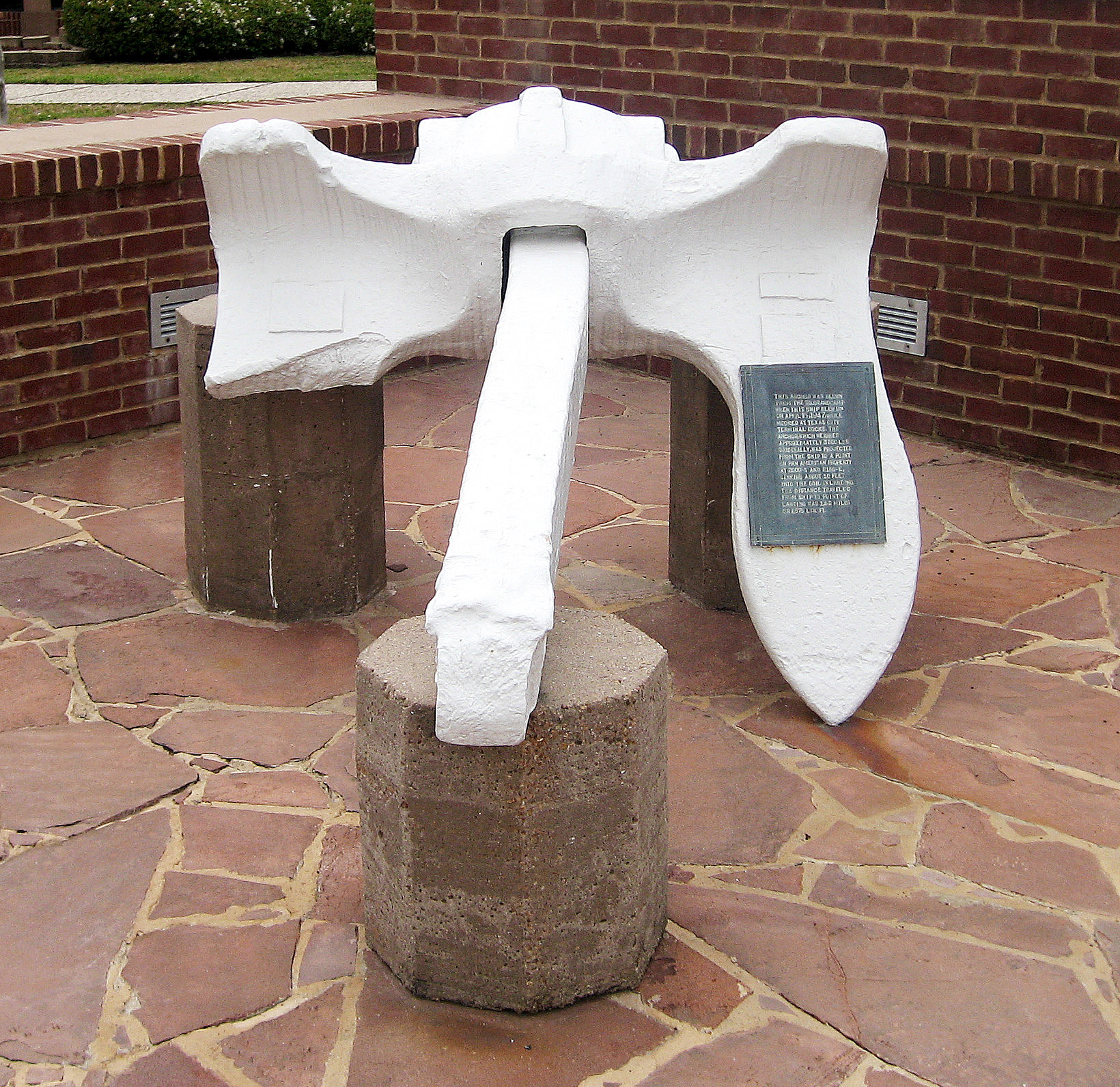
Esta ancla de 2 toneladas fue arrojada a más de 2,5 kilómetros cuándo el Grandcamp explotó

A las 9:12 a. m., el nitrato de amonio alcanzó un umbral explosivo por la combinación de calor y presión. El buque detonó, causando gran destrucción y daños en todo el puerto. La explosión produjo una ola de 4.5 m que fue detectada cerca de 160 km de la costa de Texas. La explosión arrasó con casi 1.000 edificios en tierra. La explosión de Grandcamp destruyó la planta de Monsanto Chemical Company y provocó incendios en refinerías y tanques de productos químicos en la costa. El ancla del Grandcamp fue lanzada a través de la ciudad. Dos aviones turísticos que volaban en las cercanías fueron empujados, mientras la mitad de las ventanas a 16 km de Galveston estallaron. La explosión arrojó cerca de 5760 toneladas de acero del barco al aire, algunas a velocidad supersónica. 
Las estimaciones oficiales de víctimas llegaron a un total de 567, incluidos todos los tripulantes que permanecieron a bordo del Grandcamp. Todos menos uno de los 28 miembros del departamento de bomberos voluntarios de Texas City murieron en la explosión inicial en los muelles mientras luchaban contra el incendio a bordo. Con los incendios en toda la ciudad de Texas, los socorristas de otras áreas inicialmente no pudieron llegar al lugar del desastre. 
La primera explosión encendió el nitrato de amonio en el carguero cercano High Flyer. Las tripulaciones pasaron horas tratando de liberar al High Flyer de su ancla y otros obstáculos para moverla, sin éxito. Después de que el humo había estado saliendo de la bodega durante más de 5 horas, y aproximadamente 15 horas después de las explosiones a bordo del Grandcamp, el High Flyer explotó, demoliendo el cercano SS Wilson B. Keene, matando al menos a dos personas más y aumentando el daño al puerto y otros barcos con más metralla y material en llamas. Una de las hélices del High Flyer se encontró posteriormente casi una milla tierra adentro. Ahora es parte de un parque conmemorativo y se encuentra cerca del ancla del Grandcamp. La hélice está rajada en varios lugares y a una pala le falta una pieza grande. 
La causa del incendio a bordo del Grandcamp nunca fue determinada. Es posible que se haya iniciado con un cigarrillo desechado el día anterior, lo que significa que la carga del barco había estado ardiendo durante toda la noche cuando se descubrió el incendio en la mañana de la explosión.

## Escala del desastre

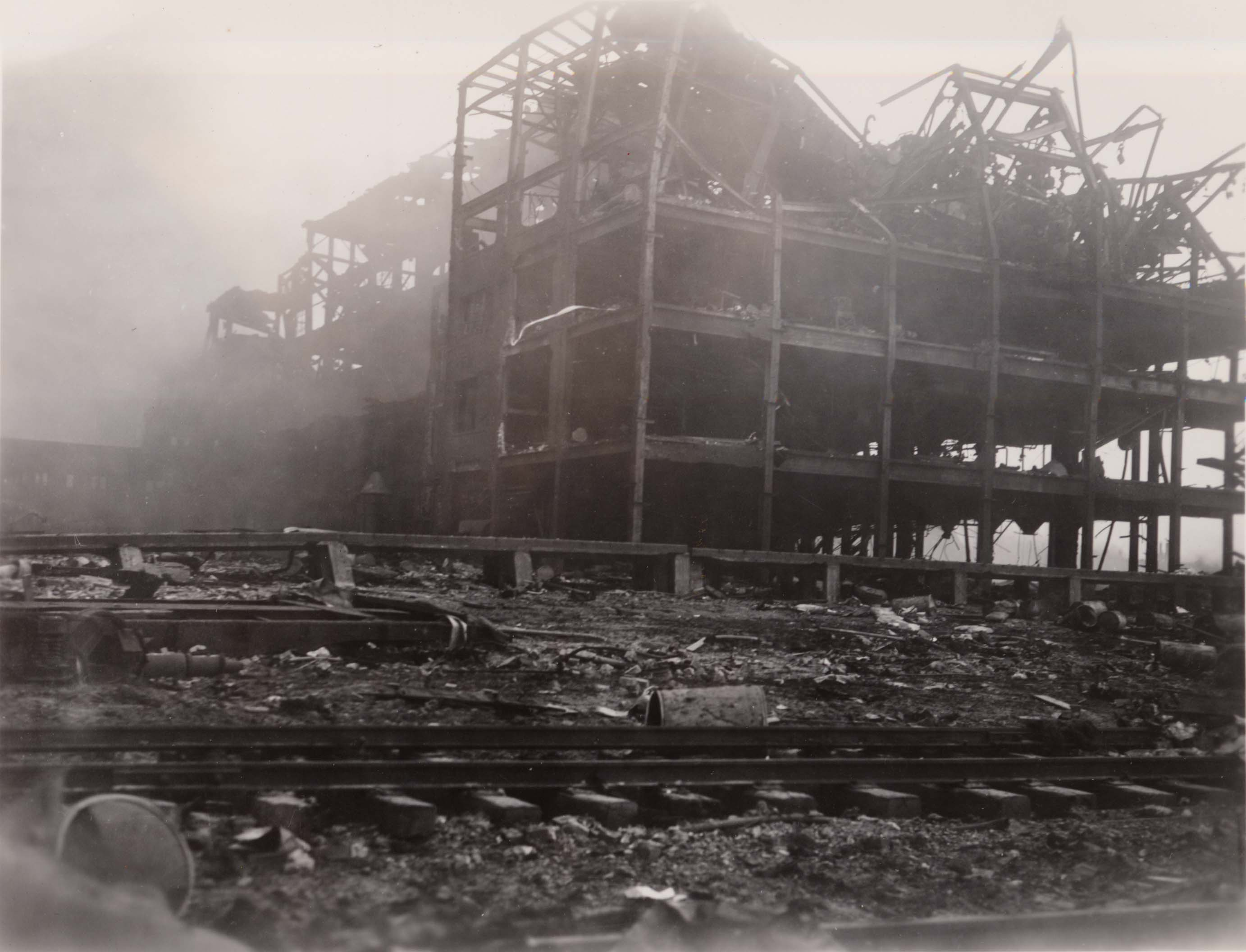
Fabrica de gomas de la zona

El desastre se considera como el peor accidente industrial en la historia de Estados Unidos. Los testigos compararon la escena con las imágenes del ataque aéreo de 1943 en Bari y la devastación después del lanzamiento de la bomba atómica en Nagasaki. 
De las víctimas, se identificaron 405 y 63 nunca fueron identificadas. Los últimos restos estuvieron colocados en un cementerio conmemorativo en la parte del norte de Ciudad de Texas cerca del Lago Moisés. Un adicional 113 personas estuvieron declaradas como desaparecidas, por no encontrar ningún rastro identificable. Esto incluye bomberos que se encontraban a bordo del Grandcamp cuándo explotó. Hay alguna especulación que habría centenares de víctimas más no registradas, incluyendo marineros visitantes, trabajadores no registrados y viajeros. Pero hubo también algunos supervivientes entre ellos personas que se encontraban a 21 metros en el muelle. Los cuerpos de las víctimas desbordaron las morgues locales. Varios cuerpos fueron colocados en el gimasio de la secundaria local para identificación de familiares o amigos.

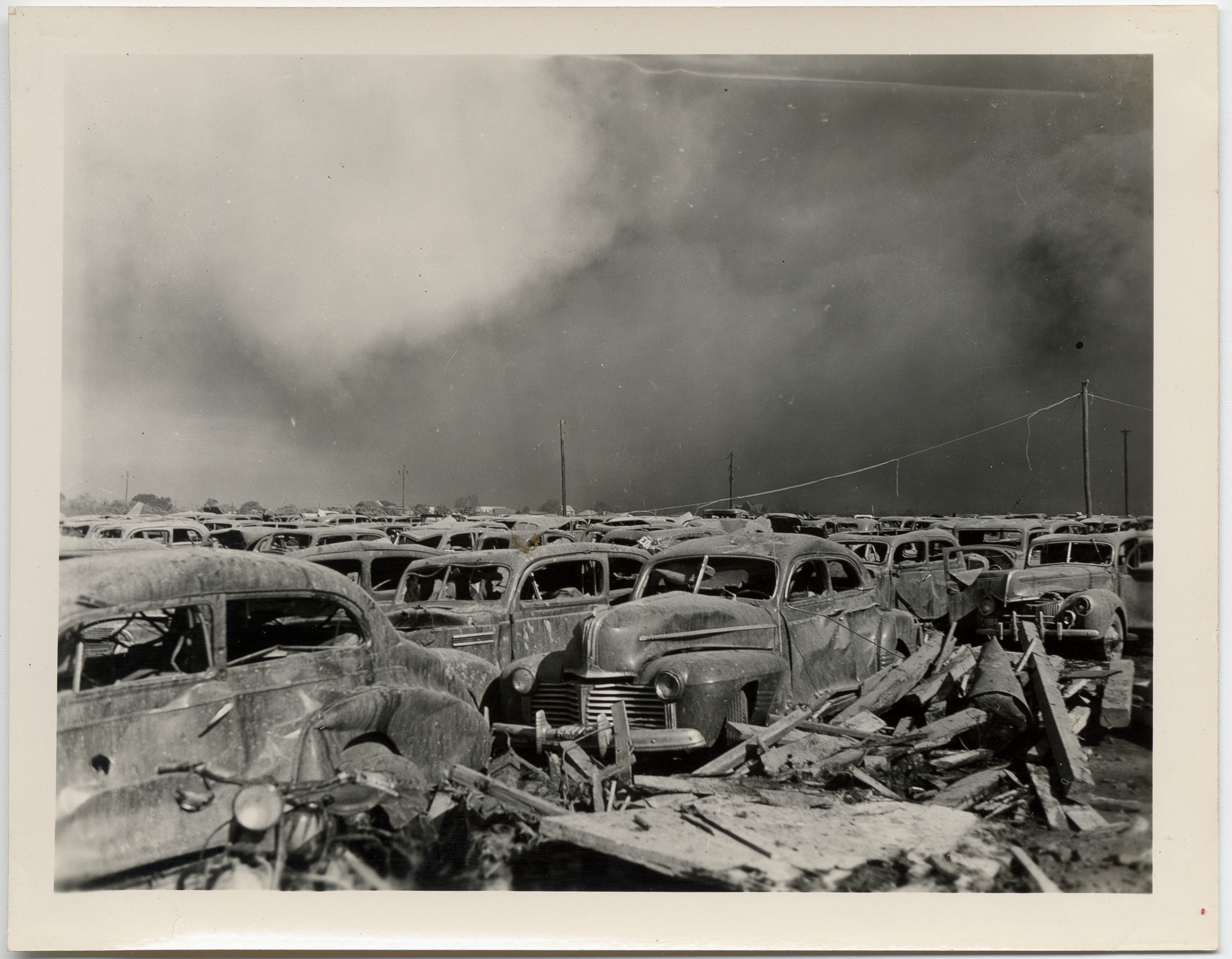
Estacionamiento ubicado a 400 m de la explosión.

Más de 5000 personas resultaron heridas, 1784 ingresaron en 21 hospitales del área. Más de 500 hogares fueron destruidos y cientos dañados, dejando a 2000 personas sin hogar. El puerto marítimo fue destruido y muchos negocios fueron arrasados o quemados. Más de 1100 vehículos resultaron dañados y 362 vagones de mercancías destruidos; el daño a la propiedad se estimó en $ 100 millones (equivalente a $ 1.4 mil millones en 2019 ). 
El ancla de 1,8 toneladas del Grandcamp fue lanzada a 2.61 km y encontrada en un cráter de 3 metros. Fue instalado en un parque conmemorativo. La otra ancla principal de 4,5 toneladas fue lanzada a 800 m a la entrada del dique de Texas City. Descansa en un monumento en la entrada. Los restos en llamas incendiaron todo en un radio de kilómetros, incluyendo docenas de tanques de almacenamiento del petróleo y tanques químicos. La ciudad cercana de Galveston, Texas, estuvo cubierta con una niebla grasienta que dejaban los depósitos por cada abertura expuesta.